# 鎧勇騎 月兎
『鎧勇騎 月兎』（がいゆうきげっと）は、埼玉県川越市のご当地ヒーローである。テレビドラマが2019年4月6日よりTOKYO MX2で放送されている。また、ヒーローショーなどでも展開されている。

## ストーリー
小江戸・川越の町に引っ越してきた青年・暁月優輝（あかつきゆうき）は、人々を笑顔にする料理人になることを夢みている。
そんな川越の町にアメリカ帰りの天邪鬼、ジャック・B・天野がやってきた。このままでは川越がぞわぞわしてしまう！
鎧勇騎月兎の力を受け継いだ優輝の、奇妙奇天烈摩訶不思議な物語が始まる。

## キャスト
- 暁月優輝(あかつきゆうき) - 池田航[2]
- ジャック・B（ベルベッチョ）・天野 - 平山大
- 古城瑠未奈（こじょうるみな） - 山際絵礼奈
- ヤナ姫 - 月妃しおり
- 坂木俉郎 - 時田優（友情出演）
- 三日月赤兎 - （声）石田翼
- 河童の小次郎 - （声）小野田銀四郎
- 時の鐘 - なかまり（8‐11）
- ふ菓子 - 鷲見亮（13‐16）
- しわぶきばば - 原田まめ（17）
- 文車妖妃 - ゆうか（妖怪朗読家）(18)[3]
- 一つ目小僧 - 高場大和(19-20)
- 袖引小僧 - 加藤陽人(19-20)
- 大蓮寺火 - 中村哲（19）
- 師範 岩井 - 岩井潤一（20）
- アクションアクター - 木川泰宏（20）
- エンジニア -  やすじままさき（20）
- 松丸桃華 - 後藤かな（21-22）
- アバレンボー - （声）柳川公輔（21-22）
- 夏菜 - ちまき(23-24)
- 遠藤 - 工藤秀昭(23-24)
- 浅井 - 成瀬清春(24)
- ズッカ - 中村哲(26)
- 薩摩芋座衛門 - 三枝孝尚(26)
- 忍者烈風 - （声）柳川公輔(26)[4]
- G子ちゃんR - （声）月妃しおり(26)[5]
- Trattoria Cafe 店主 - 川畑正和(26)
- ジャンク兵 - （声）高場大和、三枝孝尚、松川準輝、加藤陽人
- ヤナ姫の飼い犬（トイプードル） - 雪乃
- 古城広行 - 宮松広行

## 主題歌
オープニングテーマ「鎧勇騎 月兎GET」
作詞・作曲：アキダス /  編曲：塙一郎（アキダス） /　歌：アキダス
エンディングテーマ「ジャック音頭」
作詞・作曲：アキダス /  編曲：塙一郎（アキダス） /  歌:川越ゴーストシンガーMIEDA / 台詞・合の手:ジャック・B・天野＆ゆかいな仲間たち

## スタッフ
- 企画、原作、製作総指揮、プロデューサー、総監督、撮影、オフライン編集 - 木川泰宏[6]
- 監督 - 木川泰宏、ウンノヨウジ、高橋コウジ
- 脚本 - 木川泰宏、石田翼、ウンノヨウジ、高橋コウジ
- 音楽 - アキダス
- 撮影補助 - 柳川公輔、石田翼
- 音楽ディレクター - 安島正樹
- 音響効果 - 熊谷まさひろ
- 録音・ミキサー - 安島正樹
- ロゴデザイン - 高橋市恵
- 衣装 - 月妃しおり
- 月兎デザイン - 岡本秀郎
- 特殊造形 - 山本ヒロシ、小松大介、佐々木健之介、杉本末男
- VFX監督 - 児玉ともじ
- 制作 - 山際絵礼奈、安島正樹
- 制作著作 - L4

## 放送リスト

### TOKYO MX2
| 放送日        | 話数       | サブタイトル                                                      | 脚本              | 監督         | 備考                       |
| ------------- | ---------- | ----------------------------------------------------------------- | ----------------- | ------------ | -------------------------- |
| 2019年 4月6日 | 第一話     | 登場！ウサギと鎧のヒーロー!?                                      | 木川泰宏          | 木川泰宏     |                            |
| 4月13日       | 第二話     | 優輝の鎧武装！月兎！                                              | 木川泰宏          | 木川泰宏     |                            |
| 4月20日       | 第三話     | 月兎VSジャック！応援団長登場!?                                    | 木川泰宏          | 木川泰宏     |                            |
| 4月27日       | 第四話     | ビックリ！オッサンがヤナ姫!?                                      | 木川泰宏          | 木川泰宏     |                            |
| 5月4日        | 第五話     | ヤナ姫の子孫？お父さんの秘密？                                    | 木川泰宏          | 木川泰宏     |                            |
| 5月11日       | 第六話     | 契約成立！鎧武装！ゲット！                                        | 木川泰宏          | 木川泰宏     |                            |
| 5月18日       | 第七話     | 赤兎vs小次郎!?                                                    | 木川泰宏          | 木川泰宏     |                            |
| 5月25日       | 第八話     | わたし、オシャレになりたい！                                      | 木川泰宏          | 木川泰宏     |                            |
| 6月1日        | 第九話     | 擬人化の飴!?タイムリミット                                        | 木川泰宏          | 木川泰宏     |                            |
| 6月8日        | 第十話     | ジャックの苦悩と時の鐘の願い                                      | 木川泰宏          | 木川泰宏     |                            |
| 6月15日       | 第十一話   | さようなら、願いを叶えた時の鐘ちゃん                              | 木川泰宏          | 木川泰宏     |                            |
| 6月22日       | 第十二話   | 封印を解かれた血とり                                              | 木川泰宏          | 木川泰宏     |                            |
| 6月29日       | 第十三話   | スイーツの王様、登場!?                                            | 石田翼            | 木川泰宏     | 脚本監修 木川泰宏          |
| 7月6日        | 第十四話   | 川越名物のふ菓子って!?                                            | 石田翼            | 木川泰宏     | 脚本監修 木川泰宏          |
| 7月13日       | 第十五話   | 月兎vsジャックvsふ菓子さん!?                                      | 石田翼            | 木川泰宏     | 脚本監修 木川泰宏          |
| 7月20日       | 第十六話   | さようなら、愛され続けているふ菓子さん                            | 石田翼            | 木川泰宏     | 脚本監修 木川泰宏          |
| 7月27日       | 第十七話   | 無邪気は最強!?しわぶきばば登場！                                  | ウンノヨウジ      | ウンノヨウジ |                            |
| 9月7日        | 第十八話   | 小江戸川越は本日も晴天なり                                        | 木川泰宏          | 木川泰宏     | 総集編 本話より第2シーズン |
| 9月14日       | 第十九話   | 川越の妖怪たちの悩み                                              | 木川泰宏          | 木川泰宏     |                            |
| 9月21日       | 第二十話   | ジャックが教える ジャパニーズエンターテイメントって!?             | 木川泰宏          | 木川泰宏     |                            |
| 9月28日       | 第二十一話 | 宇宙からの使者!?アバレンボー                                      | ウンノヨウジ      | ウンノヨウジ |                            |
| 10月5日       | 第二十二話 | 大変!?瑠未奈がアバレンボーに!?                                    | ウンノヨウジ      | ウンノヨウジ |                            |
| 10月12日      | 第二十三話 | ひまわりの咲く頃に（前編）                                        | 高橋コウジ        | 高橋コウジ   |                            |
| 10月19日      | 第二十四話 | ひまわりの咲く頃に（後編)                                         | 高橋コウジ        | 高橋コウジ   |                            |
| 10月26日      | 第二十五話 | みんなの夢編                                                      | 木川泰宏          | 木川泰宏     |                            |
| 11月2日       | 第二十六話 | 薩摩芋のお侍？天邪鬼ギャング団ズッカ登場！                        | 木川泰宏          | 木川泰宏     |                            |
| 2022年 4月9日 | 第二十七話 | 祝！鎧勇騎月兎再開だー！スペシャル！                              | 吉久直志          | 吉久直志     | 総集編 本話より第3シーズン |
| 4月16日       | 第二十八話 | 驚愕！プップカプー大作戦！                                        | 篠原明夫          | 吉久直志     |                            |
| 4月23日       | 第二十九話 | 阻止せよ！温室効果ガスの恐怖                                      | 篠原明夫 吉久直志 | 吉久直志     |                            |
| 4月30日       | 第三十話   | 最強妖怪!?袖引き小僧                                              | 篠原明夫 吉久直志 | 吉久直志     |                            |
| 5月7日        | 第三十一話 | 復活!?謎の白狐!!                                                  | 吉久直志          | 吉久直志     |                            |
| 5月14日       | 第三十二話 | 熱血だ！特訓だ！魂を燃やせ暁月優輝!!                              | 吉久直志          | 吉久直志     |                            |
| 5月21日       | 第三十三話 | 恋と赤兎とペンダントと                                            | 石田翼            | 木川泰宏     | 演出 石田翼                |
| 5月28日       | 第三十四話 | ズッカの逆襲！天邪鬼ギャング団最強パワーファイター バンダム襲来!! | 吉久直志          | 吉久直志     |                            |
| 6月4日        | 第三十五話 | 幻惑からの脱出ゲーム                                              | 吉久直志          | 吉久直志     |                            |
| 6月11日       | 第三十六話 | 集合！世界天邪鬼集合!!                                            | 吉久直志          | 吉久直志     |                            |
| 6月18日       | 第三十七話 | ヤナ姫の気配                                                      | 吉久直志          | 吉久直志     |                            |
| 6月25日       | 第三十八話 | 今日も川越は絶品です！                                            | 吉久直志          | 吉久直志     |                            |

#### 特別番組
- 武蔵忍法伝 忍者烈風 「忍者烈風＆鎧勇騎月兎 Leiwa4年L4イヤー突入記念お正月スペシャル」（2022年1月1日）…「武蔵忍法伝 忍者烈風」とのコラボによるトーク特番。

## 関連商品

### DVD
| タイトル         | 発売日        | 収録話  | 販売元 | メーカー品番 |
| ---------------- | ------------- | ------- | ------ | ------------ |
| 鎧勇騎月兎 vol,1 | 2019年8月16日 | 1-12話  | L4     | GG-01        |
| 鎧勇騎月兎 vol,2 | 2021年4月18日 | 13-26話 | L4     | GG-02        |